# نقش‌برجسته‌های بندیان
نگارۀ بَندیان مجموعه ای از نقش برجسته‌های گچیِ بازمانده از دوران ساسانی است که در سال ۱۳۶۹ شمسی تصادفاً در محوطه باستانی بندیان کشف شد. این نگاره، پاره ای از تاریخ دوران بهرام گور را در قالب صحنه‌هایی از شکار، کارزار، پیروزی، مراسم آیینی، اعطای نشان، و بزم، و نوشته های ادغام شده با تصاویر بر دیوارهای تالار آتشکده بندیان ترسیم می کند..
بخشی از نگاره که بالاتنه و سرِِ مردمان را به تصویر می کشیده ظاهرا از میان رفته، اما باقی‌ مانده های آن به کوشش گروهی از باستان شناسان بازیابی شده. در مقاله‌ای از مهدی رهبر، باستان‌شناس و سرپرست کاوش‌های بندیان، پاره هایی از این نگاره بررسی و بازنگاری شده.